# Edda Loges

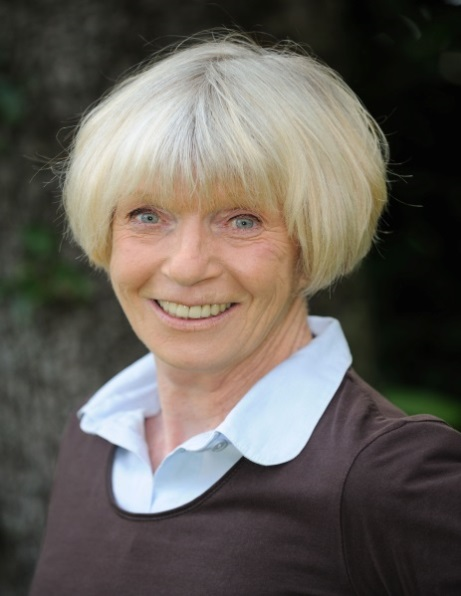
Edda Loges (Juli 2012)

Edda Loges (* 1. Mai 1942 in Bremen; † 16. April 2025 in Hamburg) war eine deutsche Schauspielerin und Hörspielsprecherin.

## Biografie
Edda Loges ist im Bremer Ostertor und in Bremen-Findorff aufgewachsen. Sie absolvierte drei Jahre Schauspielunterricht am Waldau-Theater und nahm Schauspielunterricht bei Dorothea Constanz vom Oldenburgischen Staatstheater. In dieser Zeit lernte sie bei Heinrich Schmidt-Barrien die Plattdeutsche Sprache. Mittlerweile hat die Schauspielerin die Klangfarbe des Bremer Plattdeutschen gegen den Elb-Zungenschlag gewechselt.
Loges war von 1964 bis 1991 rund 27 Jahre lang Ensemble-Mitglied des Waldau-Theaters in Bremen-Walle. So war sie hier die Belinda in Jonny Belinda und in De vergnögte Tankstell erst die Dolly und später die Reporterin Ellen sowie die Elsbe in Mudder Mews und die Dürten in De ruge Hoff.
Nach dem Abschied vom Waldau-Theater kehrte Loges noch zweimal in Plattdeutsch-Produktionen auf Bremer Bühnen zurück. Für das plattdeutsche ensemble bremen (peb) spielte sie in Marie Christine ein Stück, das von Radio Bremen aufgezeichnet und von 3sat und dem NDR gesendet wurde. Später trat sie in dem Ein-Personen-Stück Spätlese auf.
1986 und 1987 war sie bei den Festspielen in Jever „das standhafte Fräulein Marie“, von der die Herrschaft Jever im 16. Jahrhundert regiert worden ist.
Von 1992 bis 1994 wirkte sie zudem in Kabarettprogrammen in der Glocke für die Bremer Eiswette mit.
Seit 1997 spielte Loges am Ohnsorg-Theater in Hamburg und begann dort ihre Karriere mit einer der Hauptrollen in Seemann paß op.
Loges spielte auf der Bühne und im Fernsehen sowie im Rundfunk bei diversen Hörspielen beim WDR, NDR und Radio Bremen, u. a. in der Serie  Kastendiek und Bischoff als Edda Kastendiek in 233 von insgesamt 426 (!) Folgen und Die Schipper-Kids in allen zehn Folgen.
Sie gab als Sängerin zudem 89 Konzerte in Norddeutschland mit Liedern nach Gedichten von Hermann Claudius.
Loges war verheiratet, Mutter zweier Töchter und wohnte seit Ende der 1990er Jahre in Hamburg.

## Film und Fernsehen
- Jugendstilvase, Regie: Bruno Jonas
- Das Winterhaus, Regie: Hilde Lehrmann
- Nicht von schlechten Eltern, Regie: Rainer Boldt
- Mitwirkung in 27 Fernsehaufzeichnungen von Theaterstücken durch ZDF, ARD und NDR

## Theaterstücke
- 1964: Frau Holle
- 1965: Die Bremer Stadtmusikanten, Bremer Bilderbogen, Jonny de Drütte
- 1966: Dornröschen, De Spökenkiekersch, Die Tochter des Brunnenmachers
- 1967: Wer hett, de hett
- 1968: Swienskomödi
- 1969: Der Froschkönig, Snieder Nörig, As de Olen sungen
- 1970: Der gestiefelte Kater, Meister Anecker, Kurgast bi Trine Wipsch, Krach bi Fiete Schach, Ole Leev rust nich
- 1971: De Reis na Helgoland, Fro Pieper lävt gefährlich, Thea Witt maakt nich mit
- 1972: Schneeweißchen und Rosenrot, Spöök in´t Slott, Öwerfall in Lüttjenbüttel
- 1973: Smuggeltied, De vergnögte Tankstelle, Flitterwochen, Kiek mal wedder rin, Michel un Micaela
- 1974: Rasmus und der Landstreicher, De Wieberhoff, Dat Dokterbook, De Glückspilz, De Fro Adriana, Hexenkomödie, Wo is Lisa
- 1975: Das Testament, Die Brautwerbung 1910 und 1970, Hafenmelodie, Een Milljonär in´t Huus
- 1976: Willem sein Willen, In Luv un Leev die Liebe, Das Gespenst von Canterville, Klävemann speelt Lewemann, Dat Verlegenheitskind
- 1977: Dat kummt all´ns anners, as du denkst, Een Utgangsdag, Spektakel um Roswitha
- 1978: Tom Sawyer, Mudder is de beste, De wilde Auguste, Fischerstraat 15
- 1979: Huckleberry Finn, Dat Speel von de hilligen  dree König, Dat lewenslängliche Kind, De verflixte Strump
- 1980: Jonny Belinda, Fischer un sin Froo, Viola
- 1981: De Ole Zoff, Oliver Twist, De Trallen, Dat Hörrohr
- 1982: De Kortenleggersch, Öwerall is Kreinhörn, Nachtvagels, De rode Ünnerrock, De Windfahn
- 1983: Petroleum in Poppenbüttel, Johannesfüer, Konrad oder Das Kind aus der Konservendose, Mannslüüd sünd ok blots Minschen
- 1984: Loop doch nich jümmer weg, Dat Kuckucksei, Koornblomen för den Smuskater. De vergnögte Tankstelle, Meister Eder und sein Pumuckl
- 1985: To´n Düvel mit den Sex, Dree Jungfern un een Mann
- 1986: Der gestiefelte Kater, Pippi Langstrumpf, Maria von Jever, Een Dood is in Arbeit
- 1987: Biene Maja, Mudder Mews, För de Katt, De ruge Hoff, Maria von Jever
- 1988: Wo is Lisa, Männer to´n Utprobeern
- 1989: Keen Utkamen mit´n Inkamen, Dat ewige Hen un Her
- 1990: Us lütte Stadt
- 1993: Marie Christine
- 1997: De Muusbuck, Seemann paß op, Spätlese
- 1998: Sterntaler
- 1999: Dat blaue Wunner
- 2000: Minsch sein mut de Minsch, Große Freiheit Nr. 7
- 2001: De Witwenclub
- 2002: Frau Holle, Keen Utkamen mit dat Inkamen, De Reis na Kapstadt
- 2003: Urmel aus dem Eis, An de Eck vun´t Paradies, Hannes sien Glück, Een Fall för´t  Himmelbett
- 2004: Dat tweete Fröhjohr, Jümmer op de Lütten
- 2005: Herr Puntila un sein Knecht Matti, De Vetter ut Dingsda, Keen Geld för Dösbaddels
- 2006: Der Zauberer von Oz, Allens op Anfang, De flegen Holländer, Slammslacht
- 2007: Huusmann & Co, Swatte Hochtiet
- 2008: Der blaue Engel
- 2009: De Kaktusblööt, De Lüüd vun´n Lehmpott, Kaviar un Linsen
- 2010: Allns op Krankenschien, De erste Violien
- 2011: Witte Pracht, Rutficht
- 2012: Opa ward verköfft, Lütt Paris
- 2013: Ganze Kerle, Weiße Pracht und Noch eenmal verleevt
- 2014: Der gestiefelte Kater und Gode Geister
- 2015: Dat Narrenhuus und Hartlich willkamen
- 2015: Landeier - Buer  söcht Fro
- 2016: Tüdelig in´n Kopp - Als Oma seltsam wurde
- 2017: Arsenik un ole Spitze
- 2017: Wiederaufnahme; Tüdelig in´n Kopp - Als Oma seltsam wurde
- 2017: Wiederaufnahme; Landeier - Buer söcht Fro